# جورجي سيماو
خورخي سيماو (بالبرتغالية: Jorge Simão‏) هو لاعب كرة قدم ومدرب كرة قدم برتغالي، ولد في 12 أغسطس 1976 في Pampilhosa da Serra ‏ في البرتغال. لعب مع ريال سبورت كلوب ونادي باسوش دي فيريرا.

## وصلات خارجية
- جورجي سيماو على موقع قاعدة بيانات كرة القدم.إي يو (الإنجليزية)